# Karakorum
Karakorum (sanskrtsko काराकोरम्; hindijsko काराकोरम; urdujsko سلسلہ کوہ قراقرم; poenostavljeno kitajsko: 喀喇昆仑 山脉; tradicionalno kitajsko: 喀喇崑崙 山脈; pinjin: Kālǎkūnlún Shānmài, Karakoruma, Balti ཁརན ཨ ཀུརམ, latinizirano: Kharan-a-Kuram
, ujgursko كاراكورم) je veliko gorovje, ki se razteza med Pakistanom, Indijo in Kitajsko in leži v regijah Gilgit-Baltistan (Pakistan), Ladak (Indija) in avtonomni pokrajini Šindžjang-Ujgur (LR Kitajska). Del kompleksa sega iz Hindukuša do himalajske verige  in je eno večji v Aziji. Karakorum je dom najvišje koncentracije vrhov nad 8000 m višine, ki jih je mogoče najti kjerkoli na Zemlji, vključno s K2, drugim najvišjim vrhom na svetu z 8611 m.
Pogorje je dolgo približno 500 km in je najbolj ledeniški del sveta izven polarnih območij. Ledenik Siačen s 76 kilometri in ledenik Biafo s 63 kilometri sta drugi in tretji najdaljši ledenik na svetu zunaj polarnih območij.
Karakorum meji na severovzhodu ob rob Tibetanske planote, na severu na pogorje Pamir. Južna meja Karakurma je oblikovana iz zahoda proti vzhodu z rekami Gilgit, Ind in Šjok, ki natančno ločujejo pogorje od severozahodnega dela Himalaje, saj te reke konvergirajo jugozahodno proti ravnicam Pakistana.
Narodni naravni rezervat Taškurghan in Narodni naravni rezervat Pamirska mokrišča v Karalorunu in Pamirju sta bila predlagana za vpis na seznam UNESCO-ve svetovne dediščine v letu 2010. Predlog je posredovala Nacionalna komisija Ljudske republike Kitajske za UNESCO in je bil dodan na poskusni seznam s področja narave.

## Ime
Karakorum je turški izraz, ki pomeni črn pesek. Ime so prvi uporabili lokalni trgovci na prelazu Karakorum, kjer so vidna temna melišča. Prvi evropski popotniki, vključno William Moorcroft (1767-1825) in George Hayward, so začeli uporabljati izraz za vrsto gora zahodno od prelaza med Indom in Tarimsko kotlino, čeprav se je uporabljal tudi izraz Muztagh (kar pomeni, 'Ledene gore') za območje zdaj znano kot Karakorum. Na kasnejšo terminologijo je vplivala Survey of India, katere geodet Thomas Montgomerie je v 1850-tih dal ime K1 do K6 (K za Karakorum) za šest visokih gora vidnih iz svoje postaje na Mount Haramukh v Kašmirju.
Različna imena so se uporabljala vse do Karakorumske konference 1937, ko so razdelili Karakorumsko pogorje v Veliki in Mali Karakorum. Izraz Muztagh je bil uporabljen za del v Velikem Karakoruma, med Baltoro Muztagh ali Hispar Muztagh.

## Geografija

### Geografske meje
Karakorumska konferenca, ki so jo sestavljali udeleženci Survey of Indija, Royal Geographic Society iz Londona, Alpine Club in Himalayan Club, je potekala 1936-1937. Sprejela je se danes v glavnem veljavno klasifikacijo pogorja in postavila meje Karakoruma:
Reka Šjok, ki se napaja iz ledenikov na vzhodni strani jugovzhodnega dela Karakorumskega pogorja. Obrne se najprej proti jugu, nato pa zavije na severozahod in teče do Inda. Povirje reke Šjok predstavlja vzhodno mejo Karakoruma. Južna meja Karakoruma je opredeljena z zavojem Šjok na vzhodu (34°44′46″N 78°07′25″E / 34.746°N 78.1235°E) do ustja Inda (35°08′03″N 75°33′04″E / 35.1342°N 75.551°E), nato od Inda do sotočja z reko Gilgit (35°26′35″N 74°22′22″E / 35.4430°N 74.37275°E) in od Gilgita do sotočja v dolini Iškoman na zahodu (36°07′24″N 73°26′29″E / 36.1234°N 73.4414°E). Dolina Iškoman, katere severno povirje se imenuje Karambar, predstavlja zahodno mejo, severno-zahodni vogal gorovja je na prelazu Čilinji (36°48′03″N 74°03′40″E / 36.80076°N 74.06116°E) na severni strani doline Iškoman. Severna meja poteka od prelaza Čilinji skozi dolino reke Čapursan na vzhod do tik pred sotočjem z dolino Hunza, proti severu čez prelaz Kermin (36°29′31″N 74°23′04″E / 36.4920°N 74.3845°E) v severni sosednji dolini, kjer se spremeni. Tukaj sledi Kiliku proti vzhodu do sotočja z reko Kundžirap (36°26′36″N 74°29′34″E / 36.44345°N 74.4928°E). Ta voda teče po dolini Hunza proti jugu. Meja Karakoruma dalje teče v dolino Kundžirab do prelaza Khundžerab (36°50′54″N 75°25′25″E / 36.848307°N 75.423546°E) od njegove južne strani preko prelaza Oprang naprej na vzhod v dolino Oprang do sotočja v dolini Šaksgam (36°21′40″N 75°33′52″E / 36.3610°N 75.5644°E). Po dolini Šaksgam navzgor do severne meje Karakoruma v jugovzhodni smeri dalje do izvira reke Šaksgam na istoimenski prelaz (35°20′00″N 77°16′53″E / 35.3334°N 77.2813°E). Od tam gre vzhodna meja na vzhodni strani ledenika Rimo (35°16′21″N 77°18′55″E / 35.2725°N 77.3154°E) in nadalje skozi dolino ledenika do sotočja z reko Šjok na jug.

### Sosednja pogorja
Na severu leži Pamir, Aghil in gorovje Kunlun na vzhodu, Ladak se razteza na jugovzhodu in Himalaja na jugu ter Hindukuš na zahodu. To približno 500 kilometrov dolgo gorovje se razprostira v zahodni Kitajski, v severni Indiji in v severovzhodnem Pakistanu, v smeri severozahod-jugovzhod.

### Karakorum in Himalaja
Vprašanje, ki se vedno znova poraja je vprašanje delitve Karakoruma od Himalaje. Švicarski himalajski raziskovalec Günter Oskar Dyhrenfurth leta 1935 priporoča kot lastno ime (»čeprav malo dolgo«) Karakorum-Himalaja. V svoji knjigi The Third Pole, standardno delo o Himalaji, je to razložil takole:
»Bistvo ločitve glavne Himalaje in Karakoruma skozi reki Ind in Šjok - ne seže globlje od na primer kontrasta med kristalinskih Centralnih Alp (vzhodne Alpe) in Dolomitov (južne Alpe) ali med Bernske Alpe in Valais Alpe.«
Ime Karakorum-Himalaja pa se ne uporablja (tudi Dyhrenfurth ga ne uporablja), ker ima ločitev med Karakorumom in Himalajo tudi podpornike. Dyhrenfurth ima prav v svoji oceni, da so geološke podobnosti med Himalajo in Karakorumom večja kot med srednjimi in južnimi apneniškimi Alpami. Dyhrenfurth končno uporablja izraz Himalajski sistem, v katerega je bil vključen Karakorum.
Tektonika plošč zagotavlja dodatno možnost, ki govori za ločevanje Himalaje in Karakoruma: orogeneza se je začela pred 40 milijoni let, ko je Indijska plošča trčila z Evrazijsko ploščo. Karakorum je nastal od dela Zemljine skorje, ki je ležala na robu azijske celine in je masa Himalaje razpletla robove ob pomikanju Indijske podceline proti Aziji. Ind zagotavlja del šiva te linije (Indski šiv).

### Gorovja v Karakorumu

#### Veliki Karakorum
Glavna veriga Karakoruma se imenuje Veliki Karakorum. Razprostira se od gore Saser Muztagh na skrajnem jugovzhodu do gore Hispar Muztagh na severozahodu vzhodno od doline Hunza, kot dolg greben, ki ni nikoli nižji od 5200 m. Na zahodu doline Hunza se hrbet od Batura Muztagh nadaljuje kot zahodno gorovje Karakoruma. Greben tukaj prekine dolina Hunza, najvišja povezava med prečka prelaz Mintaka, ki je po definiciji iz Karakorumske konference že zunaj Karakoruma.
Posamezna gorovja Velikega Karakoruma in njihove začetne in končne točke so bile opredeljene v poročilu Karakorumske konference 1937 od severozahoda proti jugovzhodu takole:
Opomba: Za seznam najvišjih vrhov posameznih pogorij je seznam na koncu članka.
Batura Muztagh leži južno od ledenika Batura, ki teče iz gore Koz Sar na zahodu do soteske Hunza. Sledi med drugim gora Batura Sar (7795 m, najvišja gora gorovja) in Šispare in Ultar Sar, Karimabad, nekdanja prestolnica kraljestva Hunza.
Od soteske Hunza na tako imenovano jezero Snow, v ledeniški kotlini severno od ledenika Biafo leži severno od ledenika Hispar, Hispar Muztagh. Najvišja gora Hispar Muztagha je 7885 m visok Distaghil Sar in je tudi najvišja gora v Karakorumu zunaj Baltoro Muztagha. Druge visoke gore so Khunjang Čhiš, Kandžut Sar in Momhil Sar.
Panmah Muztagh je opisan kot gorovje, ki je izsušeno od ledenika Panmah in njegovega glavnega toka. Leži vzhodno od ledenika Biafo in poteka od jezera Snow na zahodni prelaz Muztagh. Hrbtenica Panmah Muztagh teče severno in vzhodno od ledenika Panmah, medtem ko najvišja gora Ogre (7285 m) in skupina Latok, ležijo zahodno od ledenika Panmah in med Biafo.
Na jugovzhodni strani zahodno od prelaza Muztagh se začne Baltoro Muztagh. Leži na severni in vzhodni strani ledenika Baltoro in vsebuje K2 (8611 m), Broad Peak in gore Gašerbrum I, II in IV, pet najvišjih vrhov v Karakorumu. Druge znane gore so Muztagh Tower in Skil Brum, leta 1957 dosežen v alpskem slogu, kot tudi granitni klifi Trango Towers. Na drugem konec Baltoro Muztagha leži na jugovzhodu skupina Gašerbrum.
Veriga Siačen Muztagh izhaja od tam na severovzhodni strani ledenika Siačen do prelaza med ledenikoma Teram-Šehr in Rimo. Teram-Šehr teče proti zahodu do Siačena, Rimo proti vzhodu. Vzhodni obronki Siačen Muztagha se nadaljujejo po severni strani zgornjega toka reke Šaksgam. Najvišja gora v Siačen Muztagh je Teram Kangri (7441 m). Sumljivo je članstvo Sia Kangri. Ta gora stoji na koncu ledenika Siačen. Poročilo Karakorumske konference jo šteje v Siaen Muztagh. Günter Dyhrenfurth, vodja prve ekspedicije na Sia Kangri leta 1934 meni, da sta obe možnosti, Siačen in Baltoro Muztagh.
Rimo Muztagh leži južno od prelaza med ledenikoma Teram-Shehr in Rimo in severno od prelaza Sasser. Najvišja gora je Mamostong Kangri visoka 7516 metrov, ki gleda na Rimo I približno 130 metrov nižje.
Saser Muztagh sega od prelaza Sasser na severu do loka reke Šjok. Saser Kangri I je s 7672 metri najvišji vrh Velikega Karakoruma južno od Gašerbruma I.

#### Mali Karakorum
Druga gorovja Karakoruma severno in južno od glavne verige skupaj tvorijo Mali Karakorum. Poročilo Karakorumske konference raje uporablja izraz verige (angl.:Ranges), skupine (Groups) ali gore (Mountains).
Severno od glavne verige leži skupina Lupghar (ne smemo zamenjevati z Lupghar Sar, gora v Hispar Muztagh), zahodno od doline Hunza in severno od ledenika Batura in gorovje Ghudžerab vzhodno od doline Hunza in severno od Hispar Muztagh na severni strani doline Šimšal. V gorovje Ghudžerab ležijo ob reki Ghudžerab od vzhoda proti zahodu (do Hunza) in so razdeljene na severni in južni del. Najvišja gora v gorovju Ghudžerab je Karun Koh.
Južno od glavne verige je poročilo Karakorumske konference opredelilo štiri gorovja:
Saltoro ležijo zahodno od ledenika Siačen in reke Nubra, severno od Šjok in vzhodno ledenika  Kondus. 7742 m visok Saltoro Kangri je najvišja gora v verigi, večje gore so še Ghent Kangri in K12. Severno od Genta prelaz Sia La povezuje gorovje Saltoro z glavno verigo.
Mašerbrum ležijo na jugu ledenika Baltoro ter so ločene na vzhodu od ledenika Kondus z gorovjem Saltoro. Na zahodu meji Šigar kot odcedik ledenika Baltoro gore Spantik-Sosbun. Južna meja sta tudi Šjok in Ind, po sotočju. Najvišja gora celotnega Malega Karakoruma je 7821 m visok Mašerbrum, večje gore so še Čogolisa, Baltoro Kangri, K6 in Mango Gusor.
Del južno od ledenika Hispar, vzhodno od Hunze, severno od reke Ind in zahodno od ledenika Biafo sta razdeljeni verigi Rakapoši in Haramoš. Rakapoši veriga poteka od 7788 m visokega Rakapoši na vzhodni strani doline Hunz na vzhod čez Diran in Malubiting in od tam proti severu do Spantika. Med Spantikom in Malubitingom je območje ledenika Chogo-Lungma, ki teče proti vzhodu in izliva svoje vode v Šigar. Haramoš veriga meji na La Haramoš jugovzhodno od Malubiting Rakapoši verige in meji na 7406 m visoki Haramoš in vključuje vse gore južno od ledenika Čogo-Lungma.

### Politična razdelitev
Karakorum leži na severu sporne regije Kašmir. Geografsko največji del je v pakistanski avtonomni regiji Gilgit-Baltistan, nekdanjih severnih ozemljih. Avtonomna pokrajina Šindžjang-Ujgur, Ljudske republike Kitajske je majhen del severovzhodno od prelaza Kundžirab pred mejo med Pakistanom in Kitajsko, je enaka z dolino Oprang in severno mejo Karakoruma. Samo, kjer gore Vesm mejijo na dolino Šaksgam, državna meja ni več v dolini, ampak po grebenu južno do glavnega razvodja v severovzhodni Panmah-Muztagh. Od tam sledi glavni greben Karakoruma na vzhod in jugu na Baltoro Muztagh do Indira Col, v bližini katerega je sporni mejni trikotnik med Kitajsko, Pakistanom in Indijo. Meja med Indijo in Kitajsko gre še naprej proti jugovzhodu čez glavni greben Siačen Muztagh, kjer se severno od ledenika Rimo spusti proti vzhodu in se nadaljuje na prelaz Karakorum. Dve jugovzhodni gorovji Velikega Karakororuma sta torej popolnoma v indijski državi Džamu in Kašmir. Južna meja Gilgit-Baltistana v Indiji je bila v Sporazumu iz Simle leta 1972 nastavljen kot »nadzorna črta« (Line of Control), ki se konča na koordinati NJ 980420 (35°07′26″N 77°02′24″E / 35.124°N 77.04°E) južno od gore Saltoro, nadaljnji potek do kitajske meje ostaja neurejen. To je vodilo v letu 1984 Siačen konflikta. Medtem ko je indijska vlada menila, da mejna črta teče proti severu po glavnem grebenu Saltoro do Indira Col, je pakistanska vlada interpretirala mejno črto v ravni liniji od točke NJ 980.420 do prelaza Karakorum. Slednje bi pomenilo, da je severni del gorovja Saltoro in južna stran Siačen Muztagh (do kitajske meje) enako za Pakistan, dosežena kot na severnem delu Rimo-Muztagh, medtem ko bi se južni del Rimo Muztagh ločila in Saser Muztagh ostala pod indijskim nadzorom. Po tej razlagi ledenik Siačen v celoti leži v Pakistanu, medtem ko bi dolina njenega iztoka v dolini Nubra pripadala Indiji. V skladu z indijskim stališčem ledenik leži povsem v Indiji.

## Geologija
Karakorum je geološko mlado nagubano gorstvo. Nastajalo je skupaj z jugovzhodno himalajsko verigo, ko je pred približno 40 milijoni let proti severu trčila Indijska plošča z Evrazijsko ploščo. Tako je Karakoram del alpidske orogeneze v kateri so med drugim nastale tudi Alpe, Karpati, Kavkaz in Hindukuš. Klin indijske plošče je globoko prodrl v Evrazijsko ploščo in potiskal Karakorum in sosednje verige Hindukuš, Pamir in zahodni Kunlunski lok naprej na sever.
Nastanek gora, ki so predmet postopka orogeneze, je zapleten. Gre za stiskanje, prepogibanje, prevračanja in dvigovanje, starejše plasti so lahko nad mlajšimi, metamorfne kamnine se lahko dvignejo iz velikih globin na površje. Hkrati z dvigovanjem, začne delovati erozija vetra in vode, ki spreminja površje. Sedanji izgled Karakoruma, ki vključuje tudi ledeniško dejavnost, je posledica zlasti ledenih dob, ko so se izoblikovale globoke doline. Danes so konstruktivne in erozivne sile v veliki meri v ravnovesju.
V najvišjih gorah Baltoro Muztagh so metamorfne kamnine najdene v zelo stisnjenih subdukcijskih kamninah, ki se imenujejo batolit. Na severnem robu te verige se vleče vzporedno z robom Indijske plošče, tako imenovano Karakorumsko zveriženje, izrazit stranski odklon na robu Tibetanske planote, od Kašgarja do svete gore Kailaš v Transhimalaji. To tvori naravno mejo med Karakorumom in Pamirjem. Premik vzdolž tega preloma se ocenjuje do nekaj sto kilometrov.
V južnem Karakorumu je s Karakorum-Kohistan šivom ločen tako imenovan Kohistan kompleks. Kohistan kompleks je zgled otočnega loka - trčenja celin, dobesedno zdrobljen med Indijsko ploščo in Karakorumom, katerega predhodnik je bil sprva kontinentalno obrobje Azije. Na jugu Kohistan kompleksa je ločen od Indijske plošče z Indskim šivom.
Karakorum je še vedno geološko aktivna regija. Še vedno ga Indijska podcelina dviguje približno 4 cm na leto proti azijskemu kopnu. Dviganje je v Karakorumu še posebej izrazito. Na južnem robu gora v soteski Inda je to približno en centimeter na leto. Pri trčenju plošč pride so velikega narivanja starejših plasti nad mlajše. V globinah se je zemeljska skorja pod Karakorumom okrepila do 70 km na debelo in plava na težjih ležečih plasteh.
V Karakorumu in njegovi okolici napetosti, ki se sproščajo pri potiskanju tektonskih plošč v zemeljski skorji navzgor, večkrat povzročijo potrese. Tako je bil 8. oktobra 2005 uničujoč potres v Kašmirju, ki je terjal okoli 75.000 življenj v Pakistanu in Indiji.

## Podnebje
Karakorum leži v subtropskem pasu visokega tlaka in ločuje subtropske regije Indijske podceline od stepe in puščave osrednje in visoke Azije s svojim sušnim celinskim podnebjem. Čez leto prevladujejo zahodni vetrovi, zlasti pozimi in spomladi z velikimi količinami padavin, ki se uvrščajo med najvišje skozi vse leto, predvsem snežne, ki prispevajo k skrajni poledenitvi območja. Zgornja meja padavin je v poletnih mesecih, ko iz  Indijskega oceana pride jugozahodni monsun, sicer v oslabljeni obliki, ker je že odložil padavine na poti do Karakoruma. Pakistanski del, ki je odprt proti zahodu skozi dolino Inda ima več padavin in je bolj zelen kot na severu in vzhodu na pogorja. To ima ustrezen vpliv na ledenike, ki se v veliki meri končajo v dolini Hunza na nadmorski višini 2000–2500 m, na vzhodu (ledenik Rimo) pa na 4500 do 4800 m. Le najvišji predeli prejmejo skupaj toliko padavin, da lahko govorimo o humidem podnebju, medtem ko so v okoliških nižinah suhe doline.

### Padavine
Že brata Robert in Hermann Schlagintweit sta leta 1856 ob svoji raziskovalni ekspediciji v visoki Aziji ugotovila, da del voda Karakoruma odmaka območje zgornjega Inda, ki teče v Indijski ocean in del v Tarimsko kotlino. Razvodnica se razteza od prelaza Karakorum na zahodu čez vzhodne obronke Siačen Muztagh severno od srednjega ledenika Rimo do Karakorumskega glavnega grebena na Apsarasas Kangri I. Potem sledi glavni greben na severozahod nad Teram Kangri in Singi Kangri in nad prelazov Turkestan La, Indira in Indira Col do Baltoro Muztagh in se nadaljuje po grebenu Sia Kangri, Hidden Peak, Gašerbrum II in Broad Peak do Skyang La (Windy Gap) in se obrne proti zahodu preko Skyang Kangri, K2, Skil Brum in Muztagh Tower. Po vzhodnem prelatu Muztagh se obrne proti severu skupine Trango na sever in prečka zahodni prelaz Muztagh do Panmah Muztagh in pride na Skamri Sar spet v zahodno smer na severni strani ledenika Nobande-Sobande. Severno od ledenika Simgang zapusti razvodje glavne verige Karakoruma in teče po grebenu med ledenikom Braldu na vzhod in ledenikom Virjerab od zahoda na sever do prelaza Shimshal. Severno od tega prelaza skozi gore Ghudžerab do prelaza Khundžerab in zapusti Karakorum.
Druga gorovja imajo le podrejeno vlogo regionalnega odmakanja. Odtoki se čez nekaj še vedno v mejah Karakoruma zlivajo v Ind.

## Flora in favna
Vegetacija Karakoruma je značilna gorska vegetacija. Velik del gora zajemajo planinski travniki, skale in ledeniki. V dolinah rastejo lesnate formacije kot so gozdovi listavcev in iglavcev ali grmovje. Med večjimi sesalci, ki jih lahko najdemo v Karakorumu, so mufloni　(Ovis ammon), velike divje ovce z velikimi rogovi, sibirski kozorog (Capra sibirica), baral ali himalajska modra ovca (Pseudois nayaur) in Vijeroga koza (Capra falconeri). Njihov največji naravni sovražnik je snežni leopard (Panthera uncia ali Uncia uncia). Drugi plenilci Karakoruma so volkovi, rjavi medvedi in risi. Za zaščito narave Karakoruma so zavarovana območja, kot sta Narodni park Centralni Karakorum  in Narodni park Khundžerab.

## Ledeniki v Karakorumu
V Karakorumu so nekateri od največjih ledenikov zunaj polarnih območij, vključno z Aljasko in Patagonijo. Celotno ledeniško območje je veliko približno 16.000 kvadratnih kilometrov.

### Štirje centralni ledeniki
Štirje največji ledeniki ležijo približno v eni liniji in ločijo glavno verigo Karakoruma na severu od gorskih verig v Malem Karakorumu na jugu. Bližnja ledenika Baltoro in Siačen sta povezana med seboj, kot tudi ledenika Hispar in Biafo.
Najdaljši ledenik v Karakorumu je 70 km dolg Siačen, ki ga presega le ledenik Fedčenko v Pamirju. Napaja se s številnimi stranskimi ledeniki, od katerih je ledenik Teram-Šehr največji. Siačen teče iz Sia Kangri in okoliških gora ven na jugovzhod in preko reke Nubra do reke Šjok.
Na severozahodni strani Sia Kangri je območje kopičenja ledenika Abruzzi, ki je najbolj oddaljen pritok ledenika Baltoro in za dotoki južnih ledenikov Gašerbrumov kot Zgornji Baltoro. Na območju Concordia se mu pridruži izpod K2 ledenik Godwin-Austen in teče kot Baltoro proti zahodu. Ledenik Baltoro je iz sedla Conway med Sia Kangri in Baltoro Kangri do konca jezika dolg približno 60 kilometrov, sistem Baltoro s svojimi številnimi stranskimi ledeniki pa pokriva površino 524 km2. Njegovi odtoki so reke Braldu, kasneje se Shigar zlije z Skardu in tečejo v Ind.
Nekaj kilometrov naprej do reke prodre ledeniški jezik ledenika Biafo iz severozahoda proti dolini reke Braldu. Ta ledenik je z dolžino 68 kilometrov, drugi najdaljši v Karakorumu. Njegov sosed jezero Snow, je znan približno 300 km² velik ledeniški bazen, katerega led je skoraj raven in je na nadmorski višini 4500 metrov. V svoji ravnotežni liniji je led ledenika Biafo debel do 1400 metrov. Za razliko od večine drugih Karakorumskih ledenikov se Biafo ne hrani samo iz okoliških hribov, ampak predvsem s snežnimi padavinami iz območja jezera Snow. Površina ledenika Biafo je predvsem v poletnih mesecih razmeroma ravna in brez ledu, brez občutnega lomljenja. Zato je v primerjavi z drugimi Karakorumskimi ledeniki izredno enostaven za hojo.
Na zahodu jezera Snow je 5150 metrov visok prelaz Hispar La, prelaz na ledenik Hispar. Ta ledenik teče od tam 46 kilometrov proti zahodu. Njegov odtok je Hispar, ki se združi pri Karimabadu v dolini Hunza. Iz razvejane gorske verige Hispar Muztagh toka naredi štiri velike dolinske ledenike na Hispar, od vzhoda do zahoda so: ledenik Khani Basa, Jutmaru, Pumari-Čhiš in Kunjan.

### Drugi pomembni ledeniki
Kot drugi deli glavne gorske verige je tudi Batura Muztagh ločen z večjim ledenikom od verige Malega Karakoruma. Vendar ledenik Batura ne teče za razliko od štirih največjih ledenikov na južni, ampak na severni strani vzdolž glavne verige na vzhod do doline Hunza. Z dolžino 52 kilometrov ga presega ledenik Hispar.
Na severni strani glavne verige je več večjih ledenikov. Od gora Hispar Muztagh teče 10 večjih ledenikov na sever ali severovzhod do doline Šimšal. To so (od zahoda proti vzhodu): Momhil (28 km), Malanguti (17 km), Jazghil (27 km), Jukšin-Gardan (18 km),  Khurdopin (30 km) in Virdžerab (.. km). Nadalje vzhodno teče 33-kilometrski ledenik Braldu (ne smemo zamenjevati z reko Braldu, v katero se izliva Baltoro) in 38-kilometrski Skamri v dolino Šaksgam.
V Panmah Muztagh tečejo ledeniki Nobande, Sobande, Čoktoi in Čiring, ki se združijo in tvorijo ledenik Panmah, ta pa izpusti svoj odtok med ledenikoma Baltoro in Biafo v reko Braldu.
Na severni strani Baltoro Muztagh teče Sarpo-Laggo in ledenik K2 v dolino Šaksgam, na vzhodni strani Baltoro Muztagh ležijo severni ledeniki Gašerbrum, Urdok (20 km) in Saga.
Pomen ledenika Čogolungma, kot ločitev med gorovji Rakapoši-Haramoš in Spantik-Sosbun je opisan zgoraj. Odliv ledenika Čogolungma je Baša. Ta reka, skupaj z Braldu teče v Šigar, in se izliva v osrednjem Karakorumu v Ind.

## Turizem
Od visokogorske regije se je najbolj turistično razvila dolina Hunza na Zahodu, ki je z asfaltno Karakorumsko avtocesto, ki vodi preko prelaza Khundžerab povezana s kitajsko pokrajino Šindžjang-Ujgur. Tukaj so hoteli, penzioni, kampi in možnosti zdravstvene oskrbe. Nekateri organizatorji potovanj organizirajo vodene pohodniške ture v visokogorje, kot na primer Baltoro Trek, ki vodi do Concordie, vznožja osem tisočakov, ki je najbolj znan. Cesta čez prelaz Khundžerab do kitajske meje je priljubljen za športne kolesarje.

## Seznam najvišjih vrhov v Karakorumu
- Rang: Vrstni red vrha v Karakorumu (med najvišjimi gorami Azije in s tem na svetu).
- Vrh: ime gore.
- Višina: višina gore v metrih.
- država: država območje, kjer je vrh (PK = Pakistan, CN = Kitajska, Indija =). Zvezdica (*) označuje gore Saltoro verige z nejasno opredeljenim mejnim območjem med Indijo in Pakistanom takoj zahodno od ledenika Siachen.
- Pogorje: veriga Karakoruma, na katerem je gora (... Muztagh = Veliki Karakorum; ...- Mali Karakorum =).
- Višinska razlika: višinska razlika dosežena do naslednje višje gore (v metrih).
- referenčna gora: Referenčni Berg (Parent Mountain) za Vertikalna ločitev; Poudarka nameniti magistrskega (naslednjo najvišjo goro po Einschartung, ki ima tudi večjo vertikalno razdvajanje); v katerem je bilo nosilci odstopajo Islandija Parent, odsotni informacije posnetek je poveljnik hkrati Islandija ospredje Parent.
- referenčni raz: najvišji raz iz katerega bi dosegli višjo goro. Navedeno višino v metrih (in če je imenovan, njegovo ime).

| Rang Karakorum (na svetu) | Vrh                    | Višina v m | Država | Pogorje                  | Višinska razlika v m | Referenčna gora        | Referenčni raz             |
| ------------------------- | ---------------------- | ---------- | ------ | ------------------------ | -------------------- | ---------------------- | -------------------------- |
| 1 (2)                     | K2                     | 8611       | PK/CN  | Baltoro Muztagh          | 4017                 | Mount Everest          | 4594 (Lo Mustang)          |
| 2 (11)                    | Gašerbrum I            | 8080       | PK/CN  | Baltoro Muztagh          | 2155                 | K2                     | 5925 (Skyang La/Windy Gap) |
| 3 (12)                    | Broad Peak             | 8051       | PK/CN  | Baltoro Muztagh          | 1701                 | Gašerbrum I            | 6350                       |
| 4 (13)                    | Gašerbrum II           | 8034       | PK/CN  | Baltoro Muztagh          | 1523                 | Gašerbrum I            | 6511 (Gašerbrum La)        |
| 5 (17)                    | Gašerbrum IV           | 7932       | PK     | Baltoro Muztagh          | 712                  | Gašerbrum II           | 7220                       |
| 6 (19)                    | Distaghil Sar          | 7885       | PK     | Hispar Muztagh           | 2526                 | K2                     | 5359                       |
| 7 (21)                    | Kunjang Čhiš           | 7852       | PK     | Hispar Muztagh           | 1765                 | Distaghil Sar          | 6087                       |
| 8 (22)                    | Mašerbrum              | 7821       | PK     | Mašerbrum-Berge          | 2457                 | K2                     | 5364                       |
| 9 (25)                    | Batura Sar             | 7795       | PK     | Batura Muztagh           | 3118                 | K2                     | 4677 (prelaz Mingteke)     |
| 10 (26)                   | Rakapoši               | 7788       | PK     | pogorje Rakapoši-Haramoš | 2818                 | K2                     | 4970 (Nušik La)            |
| 11 (28)                   | Kandžut Sar I          | 7760       | PK     | Hispar Muztagh           | 1660                 | Kunjang Čhiš           | 6100                       |
| 12 (31)                   | Saltoro Kangri         | 7742       | PK/IN* | pogorje Saltoro          | 2160                 | K2                     | 5582 (Sia La)              |
| 13 (35)                   | Saser Kangri I         | 7672       | IN     | Saser Muztagh            | 2304                 | K2                     | 5368 (prelaz Sasser)       |
| 14 (36)                   | Čogolisa               | 7668       | PK     | pogorje Mašerbrum        | 1624                 | Gašerbrum I            | 6044 (sedlo Conway)        |
| 15 (38)                   | Šispare                | 7611       | PK     | Batura Muztagh           | 1241                 | Batura Sar             | 6370                       |
| 16 (39)                   | Trivor                 | 7577       | PK     | Hispar Muztagh           | 997                  | Distaghil Sar          | 6580                       |
| 17 (43)                   | Skyang Kangri          | 7545       | PK/CN  | Baltoro Muztagh          | 1085                 | K2                     | 6460                       |
| 18 (45)                   | Jukšin Gardan Sar      | 7530       | PK     | Hispar Muztagh           | 1374                 | Kunjang Čhiš           | 6156                       |
| 19 (47)                   | Saser Kangri II        | 7518       | IN     | Saser Muztagh            | 1458                 | Saser Kangri I         | 6060                       |
| 20 (48)                   | Mamostong Kangri       | 7516       | IN     | Rimo Muztagh             | 1803                 | Gašerbrum I (K2)       | 5713                       |
| 21 (51)                   | Saser Kangri III       | 7495       | IN     | Saser Muztagh            | 835                  | Saser Kangri I         | 6660                       |
| 22 (53)                   | Pumari Čhiš            | 7492       | PK     | Hispar Muztagh           | 884                  | Kunjang Čhiš           | 6608                       |
| 23 (54)                   | Pasu Sar               | 7478       | PK     | Batura Muztagh           | 647                  | Batura Sar             | 6831                       |
| 24 (57)                   | Malubiting             | 7453       | PK     | pogorje Rakapoši-Haramoš | 2193                 | Rakapoši               | 5260                       |
| 25 (58)                   | Teram Kangri I         | 7441       | IN/CN  | Siačen Muztagh           | 1682                 | Gašerbrum I (K2)       | 5759 (Turkestan La)        |
| 26 (60)                   | K12                    | 7428       | PK/IN* | pogorje Saltoro          | 1978                 | Saltoro Kangri (K2)    | 5450 (Bilafond La)         |
| 27 (61)                   | Sia Kangri             | 7424       | PK     | Baltoro Muztagh          | 642                  | Gašerbrum I            | 6782                       |
| 28 (64)                   | Skil Brum              | 7410       | PK/CN  | Baltoro Muztagh          | 1152                 | K2                     | 6258                       |
| 29 (65)                   | Haramoš                | 7406       | PK     | pogorje Rakapoši-Haramoš | 2286                 | Rakapoši               | 5120 (Haramoš La)          |
| 30 (67)                   | Ghent Kangri I         | 7401       | PK/IN* | pogorje Saltoro          | 1493                 | Saltoro Kangri         | 5908 (Sherpi Col)          |
| 31 (68)                   | Ultar Sar              | 7388       | PK     | Batura Muztagh           | 688                  | Šispare                | 6700                       |
| 32 (69)                   | Rimo Kangri I          | 7385       | IN     | Rimo Muztagh             | 1428                 | Teram Kangri           | 5957 (Col Italia)          |
| 33 (71)                   | Šerpi Kangri           | 7380       | PK/IN* | pogorje Saltoro          | 1320                 | Ghent Kangri           | 6060                       |
| 34 (74)                   | Momhil Sar             | 7343       | PK     | Hispar Muztagh           | 907                  | Trivor (Distaghil Sar) | 6436                       |
| 35 (76)                   | Jutmaru Sar            | 7330       | PK     | Hispar Muztagh           | 680                  | Jukšin Gardan Sar      | 6650                       |
| 36 (79)                   | Čongtar Kangri I       | 7315       | CN     | Baltoro Muztagh          | 1295                 | K2                     | 6020                       |
| 37 (81)                   | Baltoro Kangri         | 7300       | PK     | pogorje Mašerbrum        | 1121                 | Čogolisa               | 6179 (sedlo Kondus)        |
| 38 (83)                   | Huang Guan Šan (Crown) | 7295       | CN     | Jengisogat (Wesm)        | 1919                 | K2                     | 5376                       |
| 39 (86)                   | Baintha Brakk (Ogre)   | 7285       | PK     | Panmah Muztagh           | 1891                 | Distaghil Sar          | 5394 (Sim La)              |
| 40 (87)                   | K6 (Baltistan Peak)    | 7282       | PK     | pogorje Mašerbrum        | 1962                 | Gašerbrum I (K2)       | 5320                       |
| 41 (88)                   | Muztagh Tower          | 7276       | PK/CN  | Baltoro Muztagh          | 1710                 | K2                     | 5566                       |
| 42 (90)                   | Diran                  | 7266       | PK     | pogorje Rakapoši-Haramoš | 1329                 | Malubiting             | 5940                       |
| 43 (93)                   | Apsarasas Kangri I     | 7243       | IN/CN  | Siačen Muztagh           | 607                  | Teram Kangri           | 6636                       |
| 44 (95)                   | Rimo Kangri III        | 7233       | IN     | Rimo Muztagh             | 613                  | Rimo Kangri I          | 6620                       |
| 45 (101)                  | Malangutti Sar         | 7207       | PK     | Hispar Muztagh           | 507                  | Distaghil Sar          | 6700                       |
| 46 (105)                  | Lupghar Sar            | 7200       | PK     | Hispar Muztagh           | 730                  | Momhil Sar             | 6470                       |